# Lemnalia humesi
Lemnalia humesi är en korallart som beskrevs av Verseveldt 1969. Lemnalia humesi ingår i släktet Lemnalia och familjen Nephtheidae. Inga underarter finns listade i Catalogue of Life.